# I Jonghi (divattervező)
I Jonghi (hangul: 이영희, handzsa: 李英姬, RR: I Yeonghui; nyugaton gyakran: Lee Young-hee; 1936. február 24. – 2018. május 17.) dél-koreai divattervező, aki a hagyományos koreai népviselet, a hanbok népszerűsítésének szentelte karrierjét. Számos televíziós sorozat (például a Moon Embracing the Sun és a Queen Seondeok) számára is tervezett hanbok kosztümöket.

## Élete és pályafutása
Eredetileg textilfestést tanult a Szongsin (Seongsin) Női Egyetemen. 1977-ben úgy nyitotta meg első szalonját Szöulban Maison de Lee Young Hee néven, hogy formálisan nem tanult divattervezést. Azért kezdett el hanbokot készíteni, hogy legyen némi extra bevétele háztartásbeli anyaként. A legnagyobb problémát a hanbokok megalkotásakor a tipikusnak mondható koreai színek megalkotása jelentette, mivel sem helybéli, sem külföldi textilkereskedőknél nem talált megfelelő színű anyagot. Szok Csuszon (Seok Juseon) (석주선) folklórkutató kutatásainak segítségével találta meg az optimális színezési technikát, és saját kezűleg színezett anyagokból varrta a hanbokjait. Szok (Seok) egyben a tanára is volt, aki arra is biztatta, hogy nyugodtan kísérletezzen, mert az öltözködésnek követni kell az idők változását, így a hanbok dizájnja sem lehet kőbe vésett.
Első önálló divatbemutatójára 1981-ben került sor Szöulban, a Hotel Shillában. Ezt követően fokozatosan az ország egyik legelismertebb hanboktervezője lett. 1993-ban az első hanboktervező lett, aki részt vett a Prêt-à-Porter Paris bemutatón, modernizált, átalakított hanbokokkal.
2000-ben tartotta első divatbemutatóját New Yorkban. 2004-ben ugyanitt saját múzeumot hozott létre a ruháinak, melyet azonban 2014-ben bezártak. 2007-ben a Smithsonian Museum rendezett kiállítást munkáiból. 2010-ben párizsi haute couture bemutatója volt.
Három gyermeke van, egyik unokája a népszerű színésznő, Cson Dzsihjon (Jeon Jihyeon) férje.

## Munkássága
Ruháit szívesen viselték hírességek, politikusok és a koreai elnökfeleségek is.  Ő tervezte Csang Donggun (Jang Dong-gun) és Ko Szojong (Ko So-yeong) színészházaspár esküvői hanbokjait is. I (Lee) különösen büszke volt arra, hogy szöuli üzletét Miuccia Prada és Giorgio Armani is meglátogatta. A 2005-ben Puszan (Busan)ban tartott APEC-találkozón az ő turumagi (durumagi)jait viselték az államfők.
Munkái hatással voltak Karl Lagerfeldre, Miuccia Pradára, a Diorra és Carolina Herrerára is.
Nemzetközileg legismertebb kollekciója a Parami ot (바람의 옷, Baramui ot), angolul Clothes of the Wind („A szél ruhái”), mely a hanbok teljes átalakításával járt, a hagyományos csogori (jeogori) kabátka elhagyásával. Külföldön kiemelkedő kritikákat kapott érte, Koreában azonban nem értékelték a hagyományos öltözék ilyen mértékű átalakítását.
I (Lee) tervezői hitvallása az volt, hogy a hagyományos viseletet a modern kor igényeihez kell igazítani. Újfajta anyagokkal és dizájnokkal kísérletezett. Úgy vélte, hogy ahhoz, hogy a hanbokot a modern mindennapokban szívesen viseljék, el kell távolítani a szükségtelen elemeket róla. Kedvenc színe a szürke volt, mely gyakran visszaköszönt a ruháiban is.

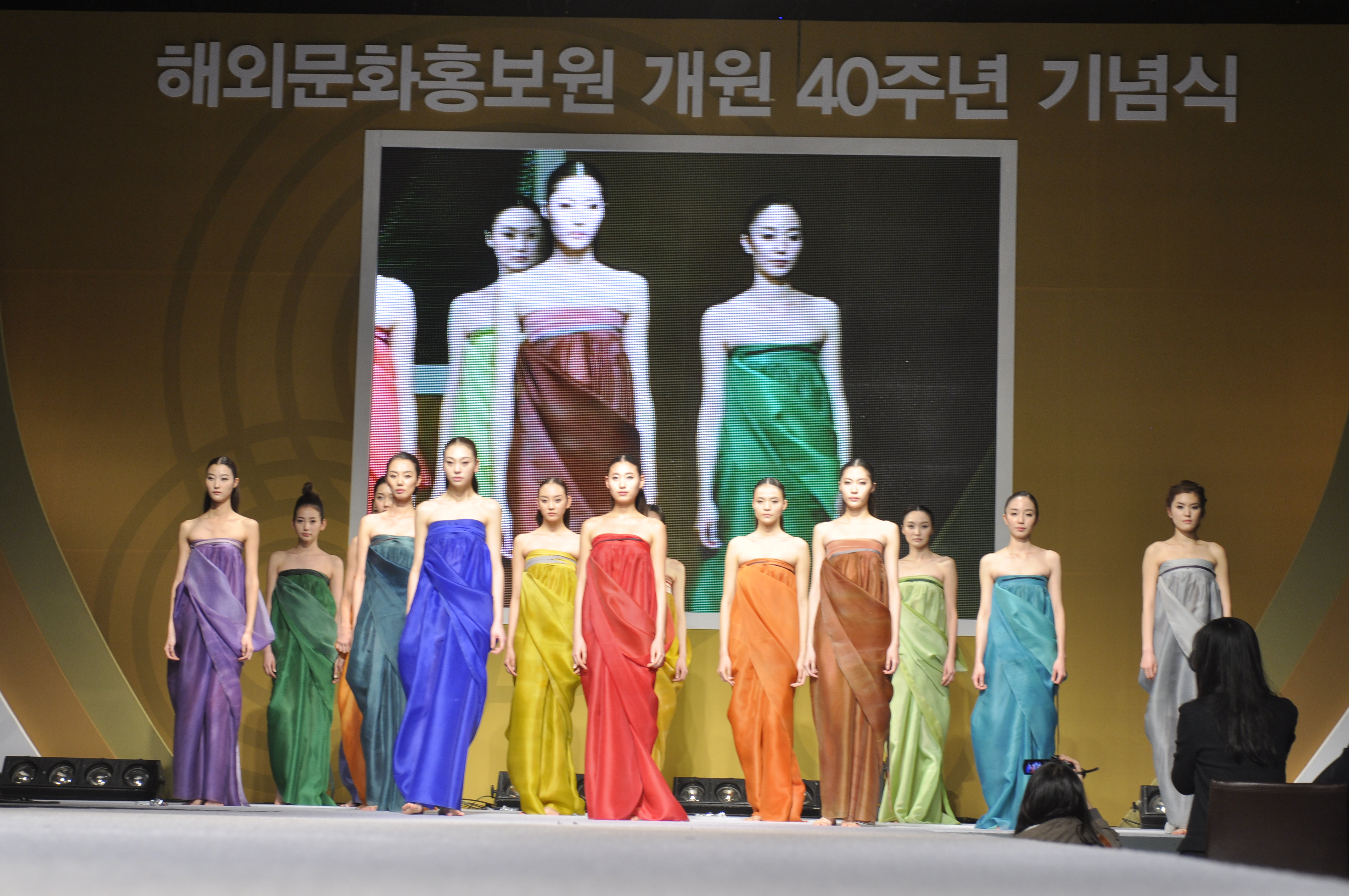
A híres „Szél ruhái” kollekció
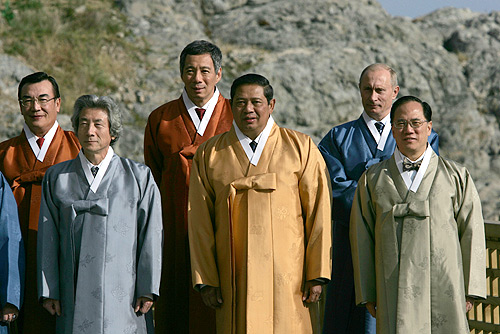
Államfők I (Lee) által tervezett turumagi (durumagi)ban
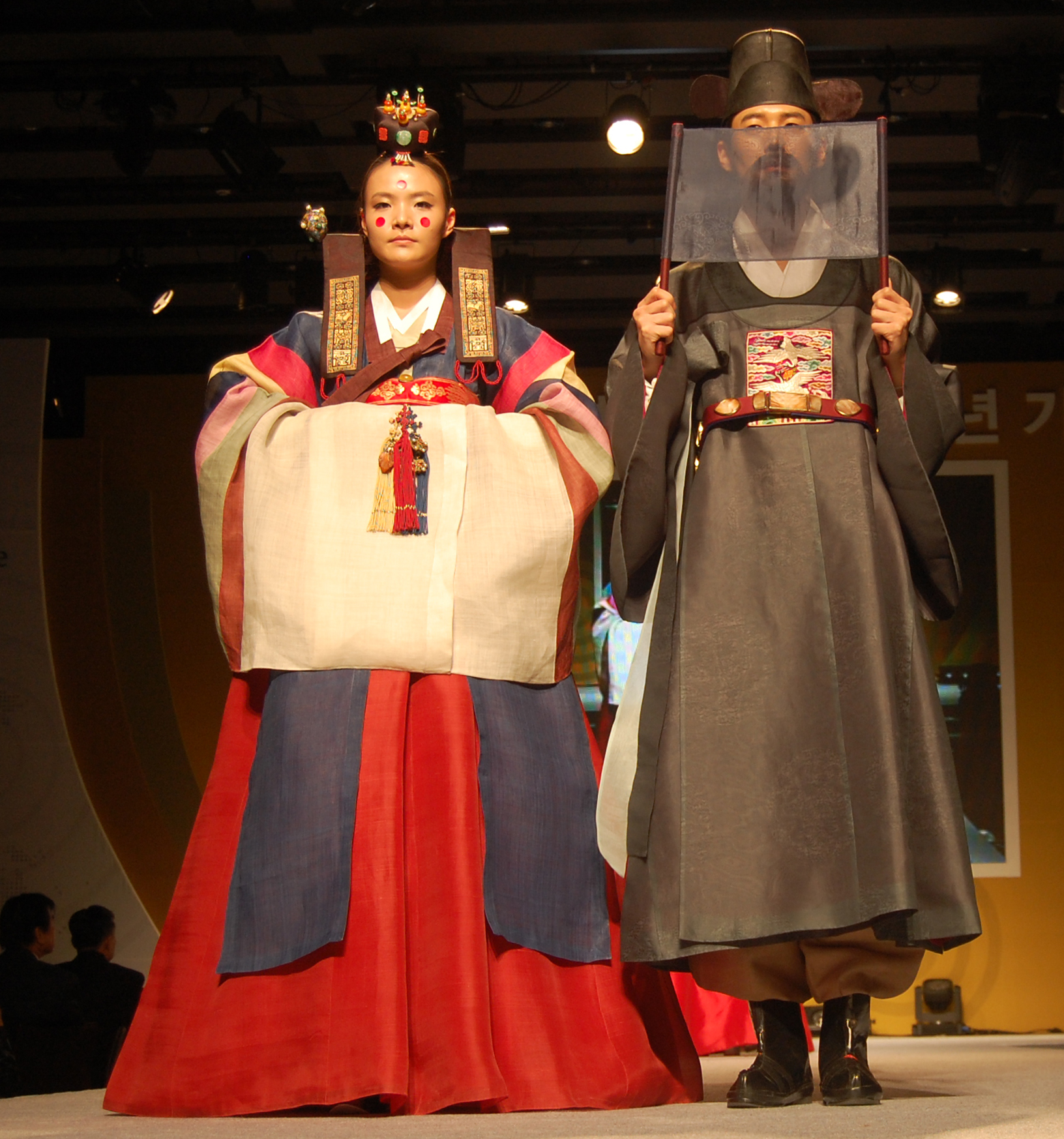
Hagyományos esküvői hanbok I (Lee) tervezésében

## Könyvei
- 파리로 간 한복쟁이 (Phariro kan hanbokcsengi (Pariro gan hanbokjengi)). 디자인하우스 (Design House). 2008 ISBN 9788970419893

## Kitüntetései
- 1999: Koreai Köztársaság Design Díja (대한민국 디자인대상)[12]
- 2008: Büszke koreai-díj (자랑스런 한국인대상)[12]
- 2009: Kulturális Érdemrend 4. fokozata (옥관 문화훈장)[12]